# Umfilianus hobohmi
Umfilianus hobohmi är en insektsart som beskrevs av Capener 1951. Umfilianus hobohmi ingår i släktet Umfilianus och familjen hornstritar. Inga underarter finns listade i Catalogue of Life.